# Home Hill
Home Hill è una cittadina di circa 3 000 abitanti, situata nella regione del Queensland in Australia.